# Schlangenbiss

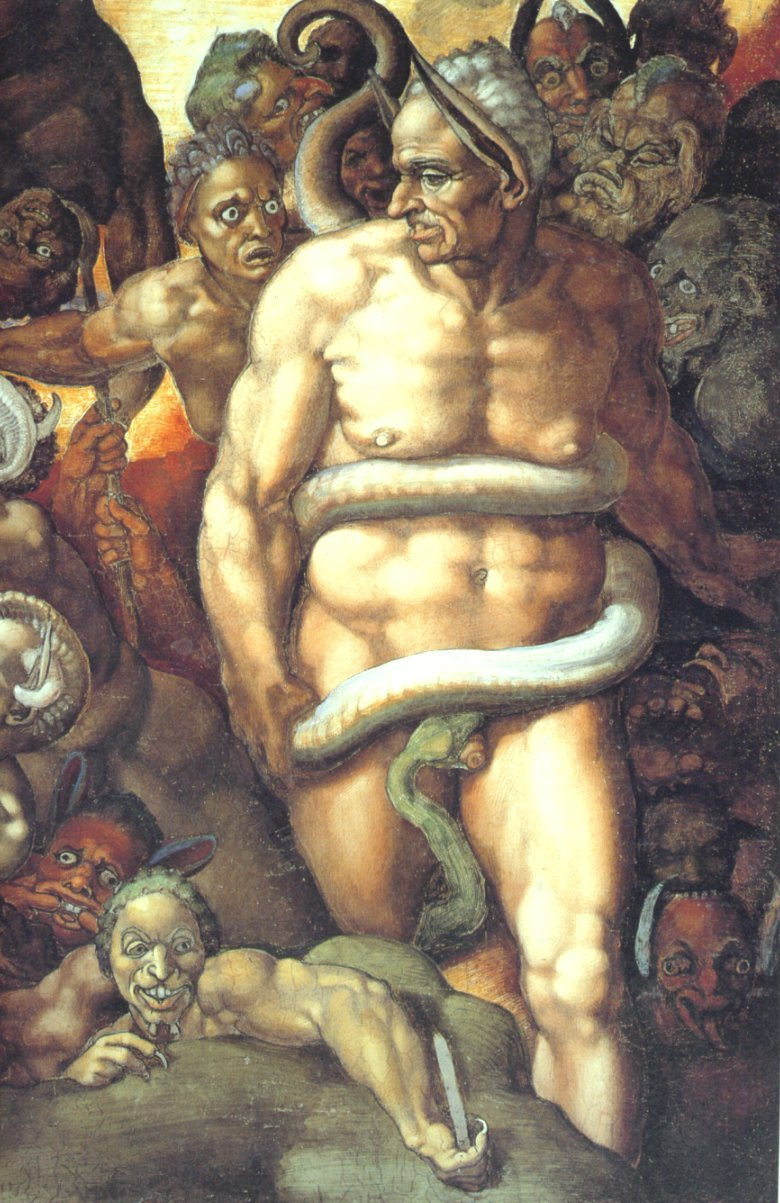
Minos wird von einer Schlange gebissen – Darstellung eines Schlangenbisses auf einem Wandgemälde in der Sixtinischen Kapelle durch Michelangelo

Unter einem Schlangenbiss wird eine Bissverletzung verstanden, die durch eine Giftschlange verursacht wurde und bei dem es durch die Abgabe von Gift zu einer Vergiftung kommt. Schlangen beißen meist zur Überwältigung der Beute, aber auch zur Verteidigung. Sekundär besteht die Gefahr einer Infektion.
Nicht in jedem Fall wird jedoch bei einem Biss einer Giftschlange Gift abgegeben, es ist jedoch bis zum Nachweis immer davon auszugehen. In etwa der Hälfte der Fälle kommt es zu einem so genannten Trockenbiss, bei dem kein Gift in die Wunde gelangt. Es wird angenommen, dass Schlangen bei Verteidigungsbissen häufig „ohne Gift“ beißen, um dieses nicht zu verschwenden. Es ist jedoch auch möglich, dass die Schlange das Gift versehentlich schon freisetzt, bevor ihre Zähne die Haut des Angreifers durchdrungen haben.
Auch durch die im deutschsprachigen Raum beheimatete Kreuzotter und Aspisviper kann es zu Vergiftungserscheinungen kommen, insbesondere durch lebensbedrohliche allergische Reaktionen.

## Wirkung von Schlangengiften

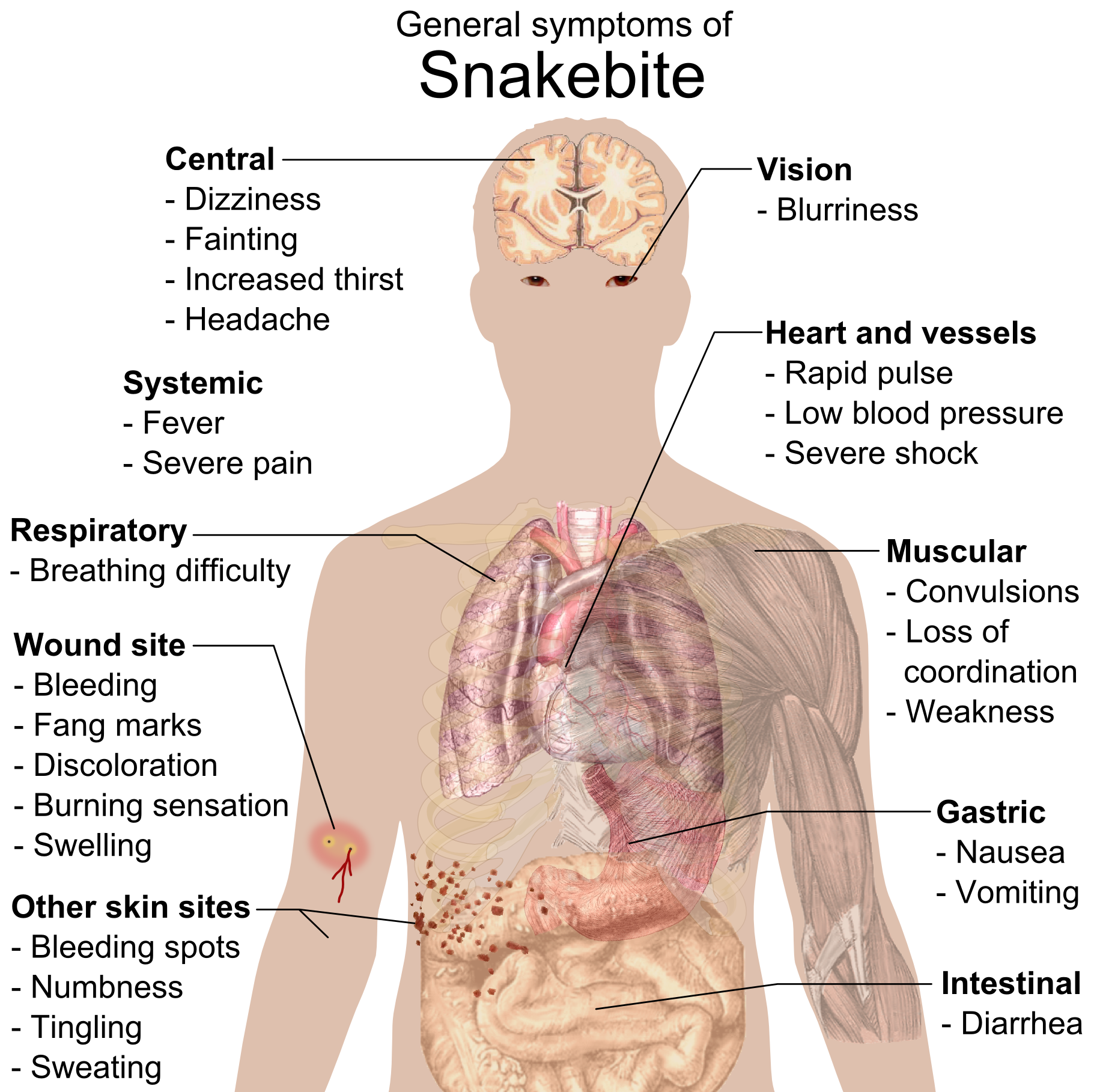
Häufige Folgen eines Schlangenbisses

Das Gift einer Giftschlange wirkt entweder auf das zentrale Nervensystem, also neurotoxisch, oder auf das Blut und Gewebe (hämotoxisch), bei manchen Schlangenarten wie der Gabunviper auch beides. Neurotoxische Gifte wirken lähmend und schränken die Funktion der Atemorgane ein, was zum Erstickungstod führen kann. Hämotoxische Gifte greifen die Blutzellen und das Gewebe an.

## Erste Hilfe/Gegenmaßnahmen
Die Hilfsmaßnahmen nach einem Schlangenbiss hängen wesentlich davon ab, in welcher geographischen Region der Erde man sich aufhält. In Mitteleuropa kommt es sehr selten zu gefährlichen Bissen, weil die heimische Kreuzotter selten geworden ist. Beim Aufenthalt in Regionen mit lebensbedrohlichen Giftschlangen empfiehlt die WHO folgende Maßnahmen:
- Ruhigstellung: Nach einem Schlangenbiss ist es wichtig, den betroffenen Körperteil ruhigzustellen. Die betroffene Gliedmaße sollte tief gelagert werden (unterhalb der Herzebene).
- Druckverband: Ein Druckverband der Bissstelle wird empfohlen. Von einem Abbinden der Gliedmaße, einer Stauung des Blutes, wird abgeraten.
- Identifikation der beißenden Schlange: Für die weitere Behandlung ist es wichtig, von welcher Schlangenart der Biss stammt. Handyfotos der Schlange und der Bissstelle werden ausdrücklich empfohlen. Von einer aktiven Verfolgung oder dem Versuch die Schlange einzufangen wird abgeraten, weil hochgiftige Schlangen genügend Gift für einen zweiten gefährlichen Biss haben. Ist die Schlange entkommen, so sollte das Opfer sofort befragt werden, wie die Schlange ausgesehen hat. Das ist wichtig, falls die gebissene Person das Bewusstsein verliert.
- Schnellster Transport in ein medizinisches Zentrum. Die Überlebenschancen nach dem Biss hochgiftiger tropischer Schlangen hängen wesentlich von der Transportzeit ab. Daher sollte sofort Telefonkontakt mit einem Behandlungszentrum aufgenommen werden und die schnellste Transportart gewählt werden. In Deutschland kann der Giftnotruf angerufen werden, zum Beispiel die Vergiftungs-Informations-Zentrale Freiburg (0761 19240).
- Lebenserhaltende Therapie während des Transports. Ein venöser Zugang ist dafür notwendig. Nach Möglichkeit sollte auf dem Transport eine Schockbekämpfung und eine künstliche Beatmung möglich sein.

Die weitere spezifische Therapie sollte einem toxikologisch erfahrenen Zentrum überlassen werden. Symptomatische Patienten sollten mindestens 24 Stunden stationär beobachtet werden. Bei verschiedenen Schlangenbissen kommt es zu einer starken Schwellung des gebissenen Glieds, sodass abschwellende Maßnahmen ergriffen werden sollten (kalte Umschläge auf die Bissstelle). Kreislauf, Atmung und Blutgerinnung müssen überwacht werden. Je nach Schlangenart und Symptomatik werden entsprechende Antidote verabreicht.
Eine lokale Desinfektion der Bissstelle kann sinnvoll sein, wird aber von der WHO nicht ausdrücklich empfohlen. Das Gleiche gilt für die Markierung der Bissstelle mit einem Filzstift.
In älteren Handlungsanweisungen wurde empfohlen, die Wunde auszusaugen, auszuschneiden oder durch Abbinden den Transport des Giftes zu verhindern. Das gilt heute als obsolet. Schlangengift kann durch das Öffnen der Wunde zum Ausbluten der gebissenen Person führen, weil sich die Bisswunde nicht an der Oberfläche befindet, sondern das Gift etwa 3 cm tief im Gewebe deponiert wird. Ein Aufschneiden der Wunde müsste ebenfalls 3 cm tief erfolgen und hat zur Folge, dass der Gebissene verbluten kann. Auch der Versuch von Aussaugen führt kaum, oder nur zu geringem Teil zum gewünschten Erfolg. Jede Manipulation an den gebissenen Gliedmaßen führt durch erhöhten Puls nur dazu, dass das Gift schneller in die Blutbahn gelangt. Aktuellen Handlungsanweisungen zufolge sollte die Bissstelle als Erste-Hilfe-Maßnahme ruhig gestellt, mit sauberem Wasser oder geeignetem Desinfektionsmittel gereinigt und steril, mindestens aber sauber, abgedeckt werden.

## Vorbeugung

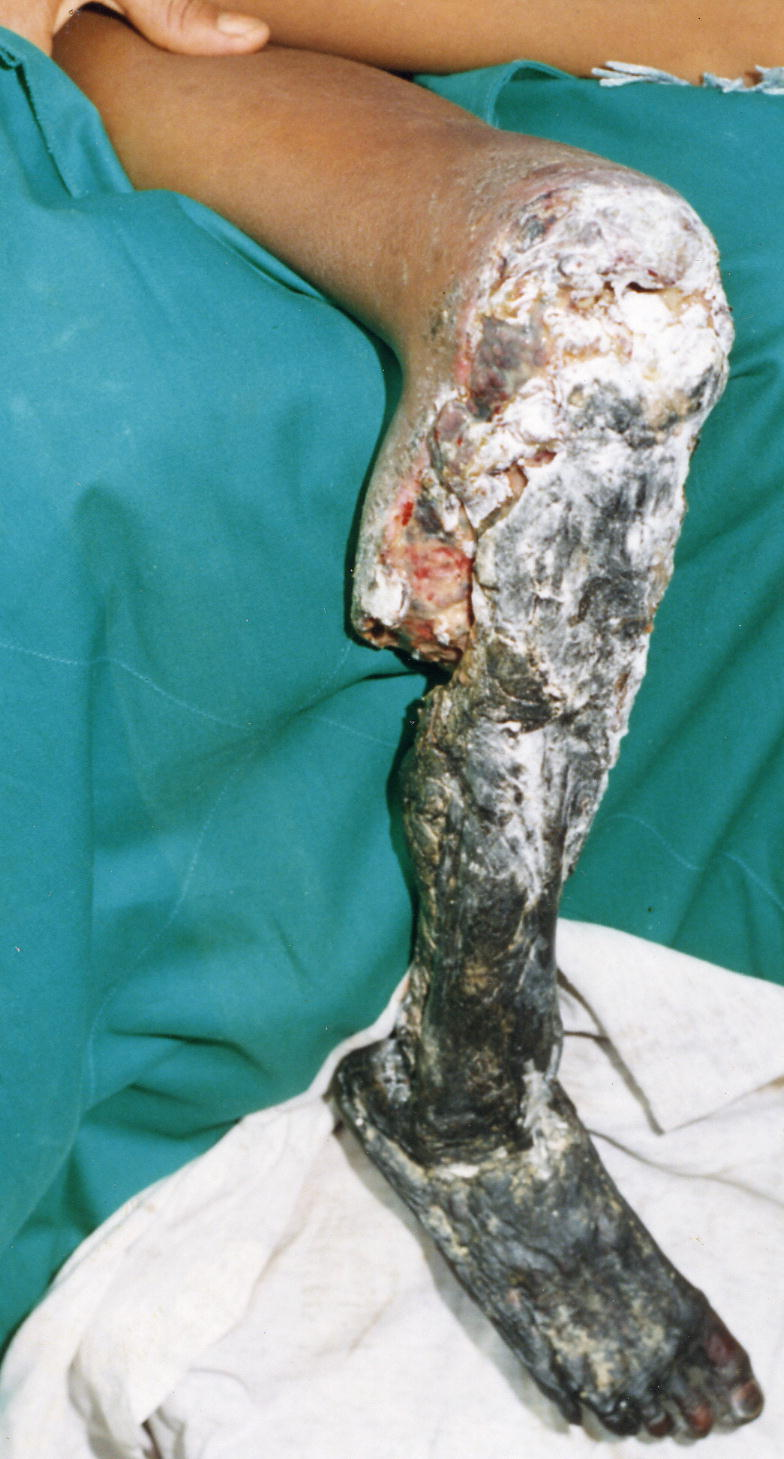
Schwere Nekrose am Unterschenkel eines elf Jahre alten Jungen, der in Ecuador von B. asper gebissen worden war. Die Aufnahme entstand zwei Wochen nach dem Biss; der Junge war bis dahin nur mit Antibiotika behandelt worden.

In Gebieten, die für Giftschlangen bekannt sind, wird Folgendes geraten:
1. Festes Schuhwerk, dessen Schaft möglichst weit über die Knöchel reicht, sowie „snake gaiters“, eine Art von Gamaschen, tragen.
2. Wanderstock vor den Füßen aufsetzen, nicht in Sträucher treten oder durch Gebüsch gehen.
3. Fest auftreten, Schlangen werden dadurch aufgescheucht.
4. Schlangen keinesfalls in die Enge treiben und nicht anfassen. Durch „Spielen“ und Anfassen kommt es zu den meisten Unfällen.
5. Bei Drohgebärden der Schlange sofort langsam zurückgehen und der Schlange die Flucht ermöglichen.

Man beachte des Weiteren, dass auch noch der abgetrennte Kopf einer somit getöteten Schlange eine gewisse Zeit noch einen Beißreflex zeigt und somit einen Biss und eine Vergiftung auslösen kann.

## Häufigkeit
Da viele Schlangenbisse nicht gemeldet werden, gibt es für viele Regionen der Erde keine genauen Daten über die Häufigkeit von Schlangenbissen. Schätzungen gehen von etwa 2,5 Millionen Bissen pro Jahr aus, von denen etwa 125.000 tödlich verlaufen.
Weltweit gesehen geschehen die meisten Bissunfälle mit Giftschlangen in warmen Jahreszeiten, besonders in den Monaten April und September, in denen Schlangen sehr aktiv sind und sich viele Menschen im Freien aufhalten. Landwirtschaftliche und tropische Regionen sind am stärksten betroffen.
Die meisten Opfer sind männlich und zwischen 17 und 27 Jahre alt (Wingert & Chan 1988). In vielen Regionen der Erde, beispielsweise in Afrika, steht nicht ausreichend Serum zur Behandlung zur Verfügung.

### Situation in den USA
Eine Studie aus den 1950er Jahren schätzt, dass jährlich etwa 45.000 Bissunfälle in den Vereinigten Staaten auftreten. Von diesen werden jedoch nur etwa 7.000 bis 8.000 von Giftschlangen verursacht.
Nur etwa 10 Schlangenbisse im Jahr führen zu Todesfällen.
Die Chance, einen Biss zu überleben, beträgt also etwa 99,8 %. Der Großteil dieser Bisse geschieht im Südwesten der USA, im Osten ist das Vorkommen an Klapperschlangen deutlich geringer.
Die meisten tödlichen Bissunfälle werden von Texas-Klapperschlangen und Diamant-Klapperschlangen verursacht. Dabei sind Kinder und Ältere besonders gefährdet.
Die meisten gemeldeten Schlangenbisse gibt es mit 19 Bisse pro 100.000 Einwohner im Bundesstaat North Carolina. Der Durchschnitt der gesamten USA beträgt nur etwa 4 Bisse pro 100.000 Einwohner und Jahr (Russell 1980).

### Situation in anderen Ländern
In anderen Ländern mit größerer Schlangenpopulation und schlechterer medizinischer Versorgung ist die Gefahr eines Todesfalles höher. Geschätzt 5,4 Millionen Menschen werden jährlich von Giftschlangen gebissen oder, auch häufig vorkommend, bekommen Gift in die Augen gespritzt. Dies führt zu 400.000 Behinderungen wie Amputationen oder Blindheit und zu 80.000 bis 138.000 weltweiten Todesfällen. In Indien sterben 50.000 von 2,8 Millionen angegriffenen Menschen (1,8 %), in Nepal 1000 von 20.000 (5 %), bei den Aché in Paraguay, einem indigenen Naturvolk, sterben 14 % der erwachsenen Männer an Schlangenbissen.